# Frances de la Tour
Frances de la Tour, född 30 juli 1944 i Bovingdon, Hertfordshire, är en brittisk skådespelare som bland annat vunnit en Tony Award. Hon studerade vid Lycée Français de Londres och senare vid Drama Centre London. Hon var knuten till Royal Shakespeare Company 1965–1971.

## Filmografi i urval
- 1974–1978 – Rising Damp (TV-serie) – miss Ruth Jones
- Maggie: It's Me (1977) - Maggie
- 1980 – Rising Damp – miss Ruth Jones
- Flickers (1980) - Maud Cole
- Cold Lazarus (1996) - Emma Porlock
- Tom Jones (1997) - Aunt Western
- 1999 – The Cherry Orchard - Charlotte Ivanovna
- Agatha Christie's Poirot - Death on the Nile (2004) - Salome Otterbourne
- Harry Potter och den flammande bägaren (2005) - Olympe Maxime
- The Moving Finger (2006) - Mrs. Maud Dane Calthrop
- The History Boys (2006) - Mrs. Lintott
- 2010 – The Book of Eli
- Hugo Cabret (2011) - Madame Emile
- 2013–2014 – Big School (TV-serie)
- Into the Woods (2014)